# Shashalee Forbes
Shashalee Forbes (auch Sashalee Forbes; * 10. Mai 1996 in Mandeville) ist eine jamaikanische Leichtathletin, welche sich auf den Sprint spezialisiert hat. Sie nahm 2016 an den Olympischen Spielen teil und gewann dort die Silbermedaille in der 4-mal-100-Meter-Staffel. Zudem gewann sie 2017 die Bronzemedaille mit der Staffel bei den Weltmeisterschaften in London. Ihre Cousine Simone Facey war ebenfalls als Sprinterin aktiv.

## Sportliche Laufbahn
Shashalee Forbes nahm im Hayward Field in Eugene an den Leichtathletik-Juniorenweltmeisterschaften 2014 teil und gewann gemeinsam mit Saqukine Cameron, Kedisha Dallas und Natalliah Whyte hinter den Vereinigten Staaten Silber in der 4-mal-100-Meter-Staffel. Vom Jamaica Olympic Association wurde sie als Mitglied der jamaikanischen Staffel 4-mal-100-Meter-Staffel. Während sie im Finale nicht eingesetzt wurde, gewann sie gemeinsam mit Veronica Campbell-Brown, Simone Facey und Shelly-Ann Fraser-Pryce ihren Vorlauf und qualifizierten sich für das Finale. Dort wurde sie durch Elaine Thompson-Herah ersetzt und die Staffel sprintete zu Silber. Im Jahr 2017 nahm sie sowohl an den Weltmeisterschaften 2017 im London Stadium als auch an der Sommer-Universiade 2017 in Taipeh teil. Bei den Weltmeisterschaften startete sie über im 200-Meter-Lauf und schied im Halbfinale als 13. aus. Sie wurde zudem in der Staffel eingesetzt, wo sie sowohl im Vorlauf als auch im Finallauf starten durfte. In Saisonbestzeit sprintete sie gemeinsam mit Simone Facey, Jura Levy und Natasha Morrison zu Bronze hinter den Vereinigten Staaten und dem Vereinigten Königreich. Bei der Universiade startete sie im 100-Meter-Lauf und gewann die Goldmedaille vor Irene Siragusa aus Italien und Salomé Kora aus der Schweiz. 2018 gelangte sie bei den Commonwealth Games im australischen Gold Coast über 200 Meter bis ins Finale und wurde dort disqualifiziert. Anfang August siegte sie bei den Zentralamerika- und Karibikspielen in Barranquilla in 22,80 s. Bei den IAAF World Relays 2019 in Yokohama wurde sie mit 4-mal-100-Meter-Staffel in 43,29 s Zweite hinter den Vereinigten Staaten und bei den Panamerikanischen Spielen in Lima erreichte sie mit der Staffel in 43,74 s Rang fünf. Über 200 Meter qualifizierte sie sich zudem für die Weltmeisterschaften in Doha, bei denen sie mit 23,14 s im Halbfinale ausschied.
Nach drei weniger erfolgreichen Jahren siegte Forbes 2023 in 11,17 s über 100 Meter beim NACAC New Life Invitational sowie in 11,10 s beim P-T-S Meeting 2023. Im August erreichte sie bei den Weltmeisterschaften in Budapest das Halbfinale über 100 Meter und schied dort mit 11,12 s aus. Im Jahr darauf schied sie bei den Hallenweltmeisterschaften in Glasgow mit 7,15 s im Halbfinale über 60 Meter aus. Im August schied sie bei den Olympischen Sommerspielen in Paris mit 11,20 s im Semifinale über 100 Meter aus und belegte mit der Staffel in 42,29 s im Finale den fünften Platz.
2017 wurde Forbes jamaikanische Meisterin im 200-Meter-Lauf.

## Persönliche Bestleistungen
- 100 Meter: 10,96 s (+1,0 m/s), 7. Juli 2023 in Kingston
  - 60 Meter: 7,03 s (+2,0 m/s), 25. Februar 2024 in Kingston
- 200 Meter: 22,71 s (+0,8 m/s), 25. Juni 2017 in Kingston